# Gmina Wartkowice
Die Gmina Wartkowice ist eine Landgemeinde im Powiat Poddębicki der Woiwodschaft Łódź in Polen. Sie hat etwa 6250 Einwohner und ihr Sitz ist das Dorf Wartkowice mit etwa 700 Einwohnern.

## Geographie

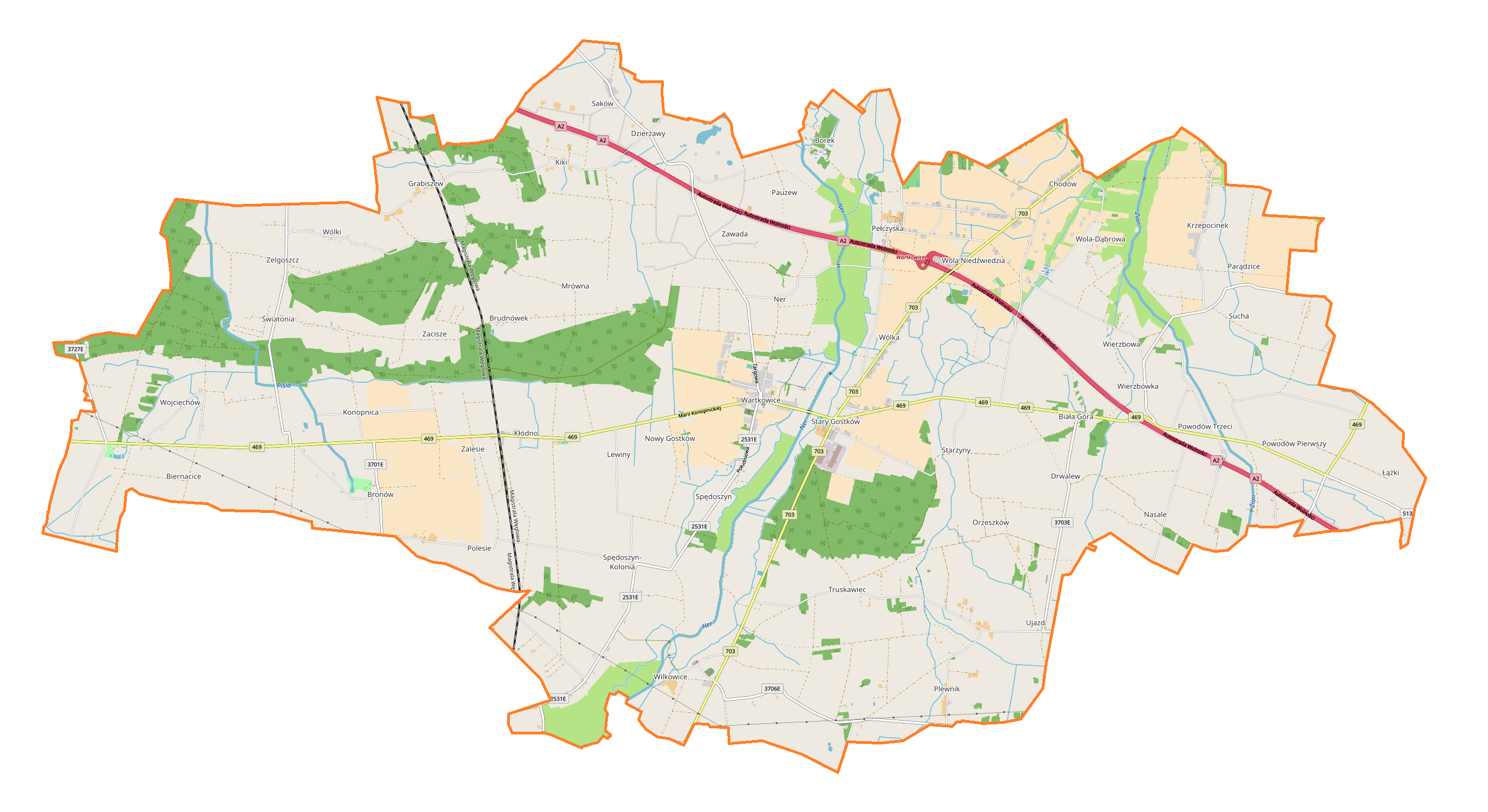
Karte der Gemeinde

Die Gemeinde liegt im Nordosten der Woiwodschaft. Die Kreisstadt Poddębice (deutsch Poddembice) liegt vier Kilometer südlich, Łódź (Lodz) etwa 35 Kilometer südöstlich und Warschau 140 Kilometer östlich. Nachbargemeinden sind im Powiat Łęczycki Świnice Warckie im Nordwesten und Łęczyca im Nordosten, im Powiat Zgierski Parzęczew im Osten, im Powiat Poddębicki Dalików im Südosten, Poddębice im Süden und Uniejów im Westen. Die Gemeinde hat eine Fläche von 141,8 km², von der 81 Prozent land- und 10 Prozent forstwirtschaftlich genutzt werden. Ihr Gebiet ist mit 44 Einwohnern/km² dünn besiedelt. Die Landschaft gehört zur großpolnischen Tiefebene. Zu den Gewässern gehören Ner, Zian und zahlreiche kleinere Wasserläufe.

## Geschichte
Während der deutschen Besetzung Polens im Zweiten Weltkrieg kam das Gemeindegebiet bis 1945 zum Landkreis Lentschütz im Reichsgau Wartheland. Für kurze Zeit wurden die Orte umbenannt. Wartkowice erhielt 1943 den offiziellen Namen Heldenruh.
Die Landgemeinde Gostków mit Sitz in Stary Gostków im Powiat Łęczycki wurde 1954 in Gromadas zerschlagen. Zum 1. Januar 1973 wurde aus diesen Gromadas die Gmina Wartkowice in der ehemaligen Woiwodschaft Łódź neu gebildet. Von 1975 bis 1998 gehörte die Gemeinde zur Woiwodschaft Sieradz. Die Powiate waren in dieser Zeit aufgelöst. Die Landgemeinde kam 1999 an den Powiat Poddębicki der Woiwodschaft Łódź im gegenwärtigen Gebietszuschnitt. Im März 2024 wurde die neue Gemeindeverwaltung in Wartkowice eröffnet, zuvor war diese in Stary Gostków beheimatet. Der parteilose Wójt Piotr Stanisław Kuropatwa wurde bei den Kommunalwahlen im ersten Wahlgang mit 51,73 Prozent der Stimmen in seinem Amt bestätigt.

## Gliederung
Zur Landgemeinde (gmina wiejska) Wartkowice gehören 43 Dörfer mit den folgenden 42 Schulzenämtern (sołectwa), denen weitere Orte ohne Schulzenamt zugeordnet sind:
Biała Góra
Biernacice
Bronów
Bronówek
Chodów
Drwalew
Dzierżawy
Grabiszew
Kiki
Kłódno
Konopnica
Krzepocinek
Łążki
Mrówna
Ner
Nowa Wieś
Nowy Gostków
Orzeszków
Parądzice
Pauzew-Borek
Pełczyska
Plewnik Drugi
Polesie
Powodów
Powodów Trzeci
Saków
Sędów
Spędoszyn
Spędoszyn-Kolonia
Stary Gostków
Sucha
Światonia
Truskawiec
Tur
Ujazd
Wartkowice
Wierzbowa
Wola-Dąbrowa
Wólka
Wólki
Zalesie
Zelgoszcz
Das Schulzenamt Sucha besteht aus den Dörfern Sucha Dolna und Sucha Górna. Kleinere Orte der Gemeinde sind den Schulzenämtern zugeordnet, dazu gehören die Dörfer Brudnówek, Jadwisin, Lewiny, Nasale, Plewnik Pierwszy, Powodów Drugi, Starzyny, Wierzbówka, Wilkowice, Wola Niedźwiedzia, Zacisze und Zawada. Daneben bestehen die Siedlung Wólki sowie die Weiler und Wohnplätze mit amtlicher Ortskennung SIMC: Biernacice, Bronów, Bronówek und Kłódno-Stacja.

## Verkehr

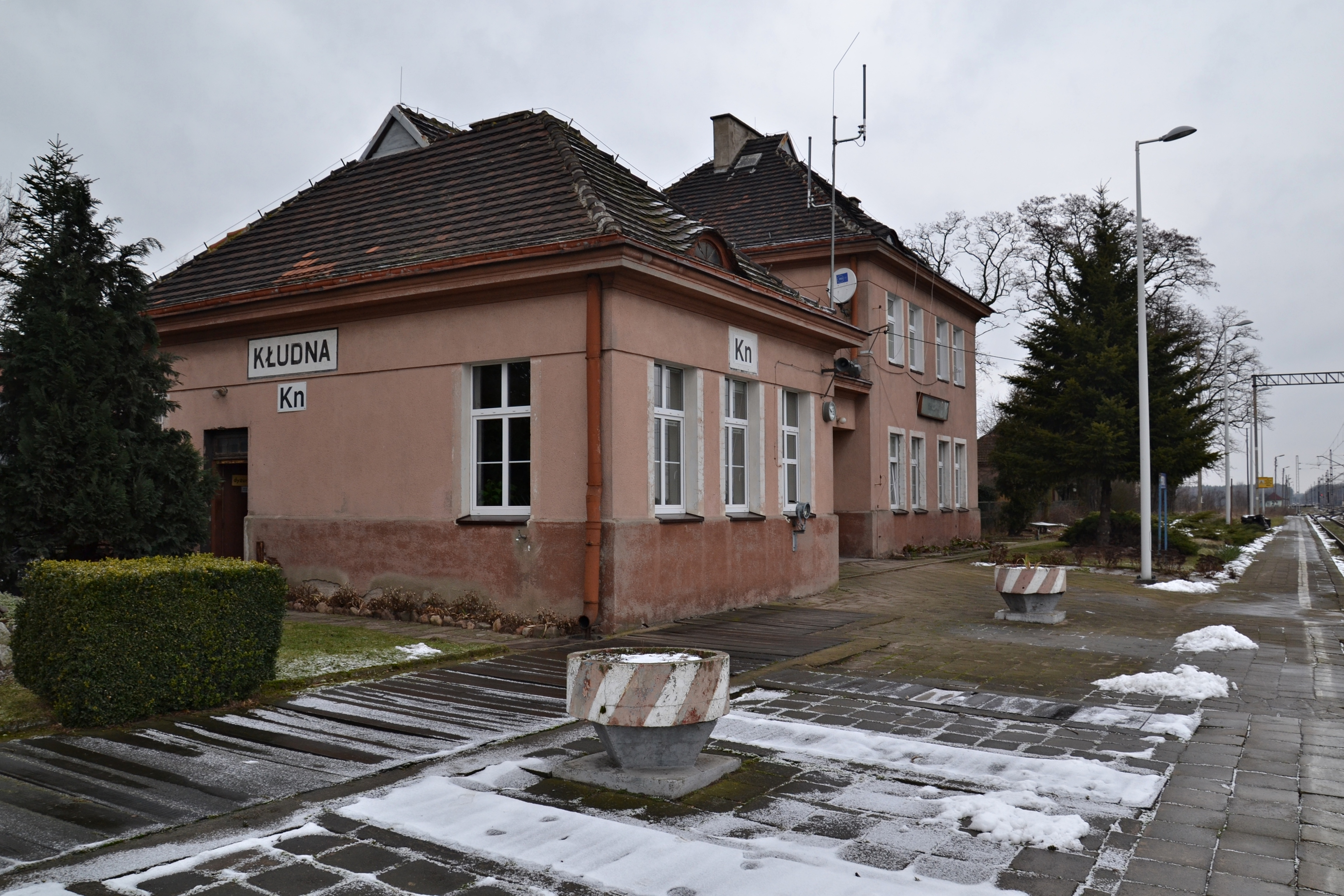
Bahnhof Kłudna, 2015

Die Autobahn A2 von Frankfurt (Oder) nach Warschau mit einer Abfahrt in Wola Niedźwiedzia durchzieht das Gemeindegebiet. Die Woiwodschaftsstraße DW469 führt von Uniejów über Wartkowice nach Wróblew. Im Hauptort kreuzt die DW703, die von Poddębice über Łęczyca und Piątek an der A2 nach Łowicz führt.
Der Betriebsbahnhof Kłudna (1943–1945 Kluden) in Kłódno-Stacja liegt an der Bahnstrecke Chorzów–Tczew (Königshütte–Dirschau, auch „Kohlenmagistrale“ – Magistrala węglowa genannt). Der Personenverkehr wurde 2012 eingestellt.
Der nächste internationale Flughafen ist Łódź.